# Кызылсай (Кордайский район)
Кызылсай (каз. Қызылсай) — село в Кордайском районе Жамбылской области Казахстана. Входит в состав Аухаттинского сельского округа. Находится примерно в 40 км к востоку от районного центра, села Кордай. Код КАТО — 314833200.

## Население
В 1999 году население села составляло 890 человек (454 мужчины и 436 женщин). По данным переписи 2009 года, в селе проживало 1020 человек (512 мужчин и 508 женщин).